# Tlenek kiuru(IV)
Tlenek kiuru(IV), CmO2 – nieorganiczny związek chemiczny z grupy tlenków, w którym kiur występuje na IV stopniu utlenienia. Może być otrzymywany poprzez kalcynowanie wodorotlenku lub szczawianu kiuru w tlenie. Ma barwę czarną, krystalizuje w układzie regularnym ściennie centrowanym. W temperaturze powyżej 400 °C redukuje się do tlenku kiuru(III), Cm2O3.